# Nachšon (kibuc)
Nachšon (hebrejsky נַחְשׁוֹן, doslova „Odvážlivec/Průkopník“, v oficiálním přepisu do angličtiny Nahshon) je vesnice typu kibuc v Izraeli, v Jeruzalémském distriktu, v Oblastní radě Mate Jehuda.

## Geografie
Leží v nadmořské výšce 154 metrů v zemědělsky využívané pahorkatině Šefela, nedaleko od západního okraje zalesněných svahů Judských hor. Severně od obce se terén svažuje do údolí vodního toku Nachal Ajalon.
Obec se nachází 26 kilometrů od břehu Středozemního moře, cca 32 kilometrů jihovýchodně od centra Tel Avivu a cca 27 kilometrů severozápadně od historického jádra Jeruzalému. Nachšon obývají Židé, přičemž osídlení v tomto regionu je etnicky převážně židovské. Kibuc je situován necelý kilometr od Zelené linie, která odděluje Izrael v jeho mezinárodně uznávaných hranicích a Západní břeh Jordánu, respektive od nárazníkové zóny v prostoru Latrunu. Počátkem 21. století byla ale plocha Latrunského výběžku s demografickou dominancí Židů fakticky anektována k Izraeli pomocí bezpečnostní bariéry a dále k severovýchodu ležící arabské (palestinské) oblasti Západního břehu fyzicky odděleny.
Nachšon je na dopravní síť napojen pomocí dálnice číslo 3. Ta východně od obce ústí do dálnice číslo 1 z Tel Avivu do Jeruzalému.

## Dějiny
Nachšon byl založen v roce 1950. Novověké židovské osidlování tohoto regionu začalo po válce za nezávislost tedy po roce 1948, kdy Jeruzalémský koridor ovládla izraelská armáda a kdy došlo k vysídlení většiny zdejší arabské populace. Jméno osady odkazuje na Operaci Nachšon, která během války za nezávislost měla za cíl uvolnit blokádu Jeruzalému. Poblíž dnešního kibucu stála do roku 1948 arabská vesnice al-Chalajil.
K založení kibucu došlo 5. května 1950 v den svátku Lag ba-omer. Zakladateli byli členové mládežnické levicové sionistické organizace ha-Šomer ha-Ca'ir. Až do šestidenní války v roce 1967 se kibuc nacházel těsně u hranice linie izraelské kontroly, poblíž strategicky významné výšiny Latrun.

## Demografie
Podle údajů z roku 2014 tvořili naprostou většinu obyvatel v Nachšon Židé (včetně statistické kategorie "ostatní", která zahrnuje nearabské obyvatele židovského původu ale bez formální příslušnosti k židovskému náboženství). Jde o menší obec vesnického typu s dlouhodobě mírně rostoucí populací. K 31. prosinci 2014 zde žilo 474 lidí. Během roku 201č populace klesla o 0,2 %.
| Rok            | 1961 | 1972 | 1983 | 1995 | 2001 | 2003 | 2004 | 2005 | 2006 | 2007 | 2008 | 2009 | 2010 | 2011 | 2012 | 2013 | 2014 |
| -------------- | ---- | ---- | ---- | ---- | ---- | ---- | ---- | ---- | ---- | ---- | ---- | ---- | ---- | ---- | ---- | ---- | ---- |
| Počet obyvatel | 172  | 264  | 377  | 367  | 376  | 382  | 380  | 383  | 403  | 412  | 413  | 480  | 485  | 519  | 473  | 475  | 474  |